# Epilogue (Daft Punk)
Pour les articles homonymes, voir Épilogue (homonymie).
Pour plus de détails, voir Fiche technique et Distribution.
Epilogue est un court métrage réalisé par Daft Punk et publié sur YouTube le 22 février 2021. Utilisant des extraits de leur film Electroma (2006), la vidéo dure 7 min 57 s et annonce la séparation du duo français de musique électronique.

## Résumé
Le court-métrage s'ouvre avec le titre Epilogue sur fond noir puis la date du jour (au format 02:22:21).
Les deux robots d'or et d'argent traversent une plaine désertique. Alors qu'ils marchent ensemble, le robot argenté ralentit puis s'arrête, baissant la tête. Le robot doré revient sur ses pas pour le rejoindre et lui fait face. Après un échange de regards, le robot au casque d'argent retire sa veste puis se retourne, révélant un dispositif d'autodestruction sur son dos. Le robot au casque d'or observe en silence, puis active le mécanisme. Un compte à rebours d'une minute s'enclenche, et le robot argenté s'éloigne lentement. À l'issue des 60 s, il serre les poings et explose, tandis que le robot doré assiste à la scène à distance.
Un visuel des deux mains robotiques formant une pyramide avec l'inscription « 1993-2021 » en dessous apparaît à l'écran, marquant ainsi la période d'activité du duo et annonçant donc sa séparation.
Le film se conclut sur le robot d'or marchant seul dans le désert au soleil couchant, accompagné en fond sonore d'une version modifiée de la chanson Touch.

## Fiche technique
- Titre original : Epilogue
- Réalisateurs : Thomas Bangalter, Guy-Manuel de Homem-Christo et Warren Fu (en)
- Musique : Touch (2021 Epilogue)
- Pays de production :  France et  États-Unis
- Format : couleur - 35 mm - 2,35:1 - son Dolby
- Genre : autobiographie, drame
- Durée : 7 min 57 s
- Date de sortie : 22 février 2021, sur YouTube

## Distribution
- Peter Hurteau : "Hero Robot No. 1" (images d'archives d'Electroma)
- Michael Reich : "Hero Robot No. 2" (images d'archives d'Electroma)

## Réception
La publication d'Epilogue suscite une réaction mondiale, les fans et les médias exprimant leur tristesse face à la fin de Daft Punk,,,. Le court-métrage accumule rapidement plus de 30 millions de vues sur YouTube.

## Daft Punk Day
Le 22 février devient rétrospectivement le Daft Punk Day (ou Daft Day), et est utilisé par le groupe pour faire des annonces concernant des versions anniversaires de leurs œuvres les années suivantes.
Ainsi, en 2022, un an jour pour jour après leur séparation, Daft Punk actualise ses comptes sur les réseaux sociaux, et en crée même de nouveaux, puis diffuse une captation inédite du concert Daftendirektour à Los Angeles du 17 décembre 1997 sur Twitch,,. Une version anniversaire (en) de l'album Homework, célébrant les 25 ans de sa sortie, est alors mise en ligne dans la foulée sur les plates-formes d'écoute en ligne avec des remixes inédits des titres initiaux de l'album.
En 2023, le duo annonce à cette date une version anniversaire de leur dernier album (en), Random Access Memories pour le mois de mai, à l'occasion des dix ans de sa sortie.
En 2024, le groupe diffuse à nouveau sur sa chaîne Twitch le film Interstella 5555, ; le long métrage sera justement projeté en version 4K remasterisée dans les cinémas du monde entier en décembre.
En 2025, Daft Punk met en ligne le clip de la chanson Television Rules the Nation, jusque là non présent sur la chaîne YouTube officielle, en amont des vingt ans de l'album Human After All.